# Chief security officer
Chief security officer lub CSO – angielski tytuł nadawany w dużych organizacjach osobom zarządzającym odpowiedzialnym za bezpieczeństwo. Osoba na tym stanowisku jest odpowiedzialna za rozwój, wdrażanie i zarządzanie wizją, strategią i programem bezpieczeństwa organizacji. Bezpośrednio zajmuje się identyfikowaniem, rozwijaniem, wdrażaniem i utrzymywaniem procesów bezpieczeństwa w całej organizacji w celu redukcji ryzyka, reagowania na incydenty i ograniczania narażenia na odpowiedzialność we wszystkich obszarach ryzyka finansowego, fizycznego i osobistego. Ustanawia odpowiednie standardy i procedury kontroli ryzyka związanego z własnością intelektualną, ochroną danych osobowych, ochroną informacji niejawnych itp. Ustanawia także i wdraża politykę oraz procedury związane z bezpieczeństwem danych w systemach informatycznych.
Osoby odpowiedzialne głównie za bezpieczeństwo informatyczne mogą nosić tytuł Chief Information Security Officer (CISO), dla odróżnienia stanowisk.
Osoba, która sprawuje funkcję CSO w organizacji, powinna nie tylko dysponować głęboką wiedzą w zakresie przepisów dotyczących szeroko pojętego bezpieczeństwa, ochrony danych osobowych i informacji niejawnych, lecz również posiadać wiedzę w dziedzinie zarządzania, zwłaszcza zarządzania ryzykiem, ekonomii oraz informatyki.
Osoba taka może wchodzić w skład zarządu organizacji.